# AnsaldoBreda
AnsaldoBreda S.p.A. era una società italiana che operava nel settore della costruzione di veicoli ferroviari, nata dalla fusione di Ansaldo Trasporti con la Breda Costruzioni Ferroviarie (BCF).
La società fu costituita nel 2001 dal gruppo Finmeccanica, che nel 2015 ha ceduto il ramo di azienda ferroviario alla giapponese Hitachi.

## Storia
Al fine di realizzare uno dei più grandi poli europei nell'ambito della costruzione di mezzi e apparecchiature ferroviarie, il gruppo Finmeccanica all'alba degli anni duemila decise di attuare la fusione tra le sue due controllate Ansaldo Trasporti (ex azienda rilevata dal Gruppo Ansaldo, specializzata negli azionamenti dei veicoli e delle apparecchiature elettriche di bordo) e Breda Costruzioni Ferroviarie (erede delle ex Sezione I Elettromeccanica e Locomotive e ex Sezione II Ferroviaria della Società Italiana Ernesto Breda e delle ex Officine San Giorgio di Pistoia).
A maggio 2007 viene registrato un picco di ordinativi per le vetture delle metropolitane di Boston, Los Angeles, Atlanta e Madrid, i tram di San Francisco e Lilla, e, in Italia, Milano, Trieste e Firenze.
Ciononostante, la principale commessa con la compagnia ferroviaria danese DSB, per la fornitura di 83 treni diesel, nel 2000 fu pianificata con sei anni di ritardo e poi annullata dal committente, poiché i treni non rispondevano più alle sue specifiche tecniche. Finmeccanica raggiunse un accordo extragiudiziale per il pagamento di 411 milioni di dollari a DSB, senza contropartita industriale. Lo stesso anno si aggiudicò a Los Angeles una commessa per 100 nuovi treni del valore di 300 milioni di dollari.
Dopo anni di difficoltà economiche e gestionali, nel novembre 2015 la capogruppo Leonardo (erede di Finmeccanica) ha completato la cessione del ramo di azienda di AnsaldoBreda ai giapponesi di Hitachi, nell'ambito di un accordo, comprendente anche il 40% di Ansaldo STS, dal valore complessivo di 791 milioni di euro; unici rami rimasti a Leonardo, sono alcune attività di revamping e contratti residuali, condotte sempre come AnsaldoBreda.
AnsaldoBreda fece parte del Consorzio AnsaldoBreda-Bombardier (ora consorzio Hitachi-Alstom), che ha costruito gli ETR 1000, elettrotreni capaci di raggiungere i 360 km/h su linee di alta velocità.

### Hitachi Rail Italy
Hitachi Rail Italy S.p.A. nasce all'interno del gruppo Hitachi Rail Europe appositamente per rilanciare le attività dell'ex AnsaldoBreda.
L'operazione è avvenuta il 2 novembre 2015 per 1,85 miliardi di euro: dopo circa un secolo di storia, vengono ceduti gli assetti a favore di Hitachi, ritenuta strategicamente più adeguata per competere sui mercati globali.

## Settori di attività

### Veicoli Tramviari
Nel settore tranviario AnsaldoBreda proponeva un veicolo modulare denominato "Sirio", fornito a diverse città in Cina, Grecia, Italia, Turchia e Svezia, personalizzabile sia dal punto di vista tecnico-meccanico, che degli allestimenti interni, secondo le esigenze di utilizzo delle compagnie di trasporto.

### Metropolitane

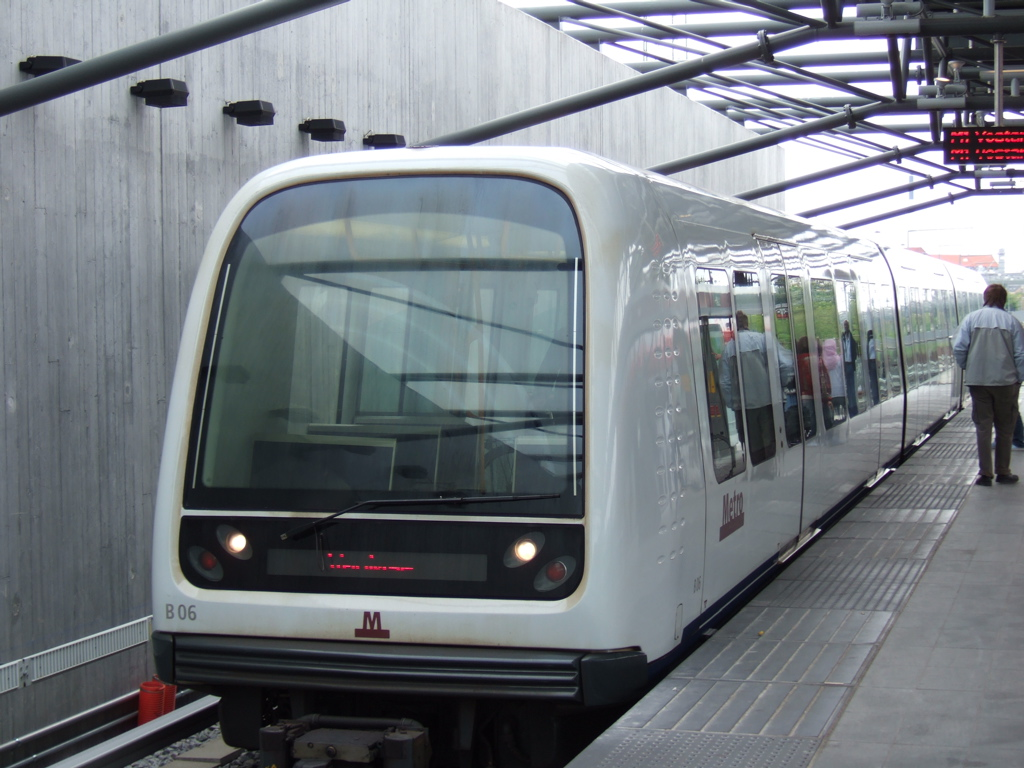
Metropolitana di Copenaghen

Per tale comparto era proposta sia una piattaforma standard (metropolitana driverless AnsaldoBreda) priva di cabine per impianti a guida automatica, da cui furono derivati veicoli forniti alla metropolitana di Copenaghen, Brescia, Riyad, Roma con Linea C, Milano con Linea M5, Salonicco e Metropolitana di Taipei, sia veicoli realizzati su specifica dei clienti quali i treni "Meneghino" e "Leonardo" per le metropolitane di Milano, Fortaleza, Miami, Madrid, Lima e Los Angeles.

### Veicoli ferroviari

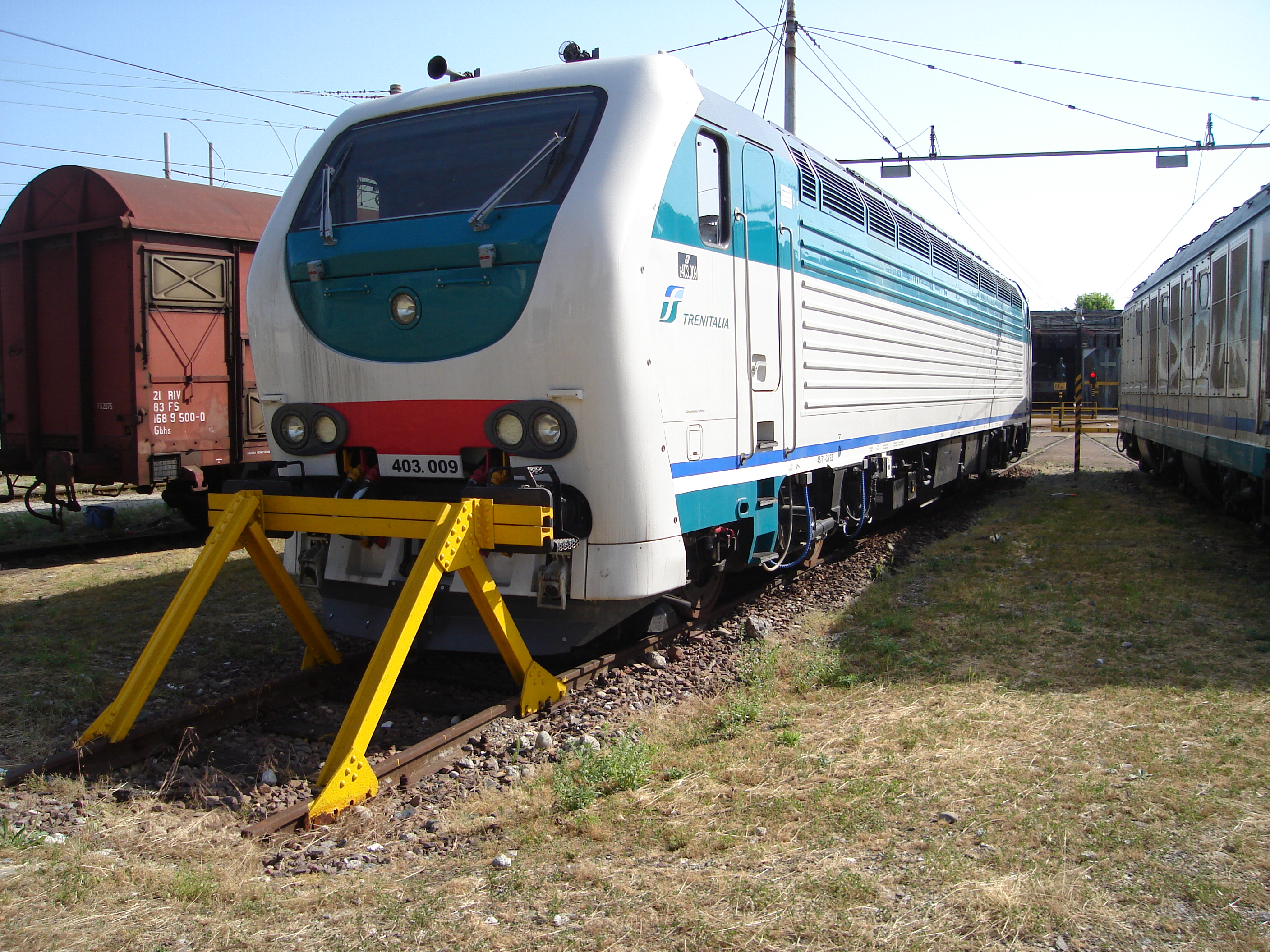
E.403

Nel campo delle locomotive l'unico prodotto Ansaldobreda fu la E.403, derivata dal progetto della E.402B prodotta in ventiquattro esemplari per la sola Trenitalia e omologata unicamente per la circolazione in Italia, nonostante la possibilità teorica di circolare in altri paesi europei.
Più articolata la produzione di convogli passeggeri per la lunga percorrenza e per i servizi regionali.
La presenza sui mercati esteri, avviata con alcune realizzazioni nel settore dei tram e delle metropolitane, non ebbe altrettanto successo con veicoli ferroviari, dando vita ad alcune forniture caratterizzate da problemi con i committenti.

### Treni a lunga percorrenza

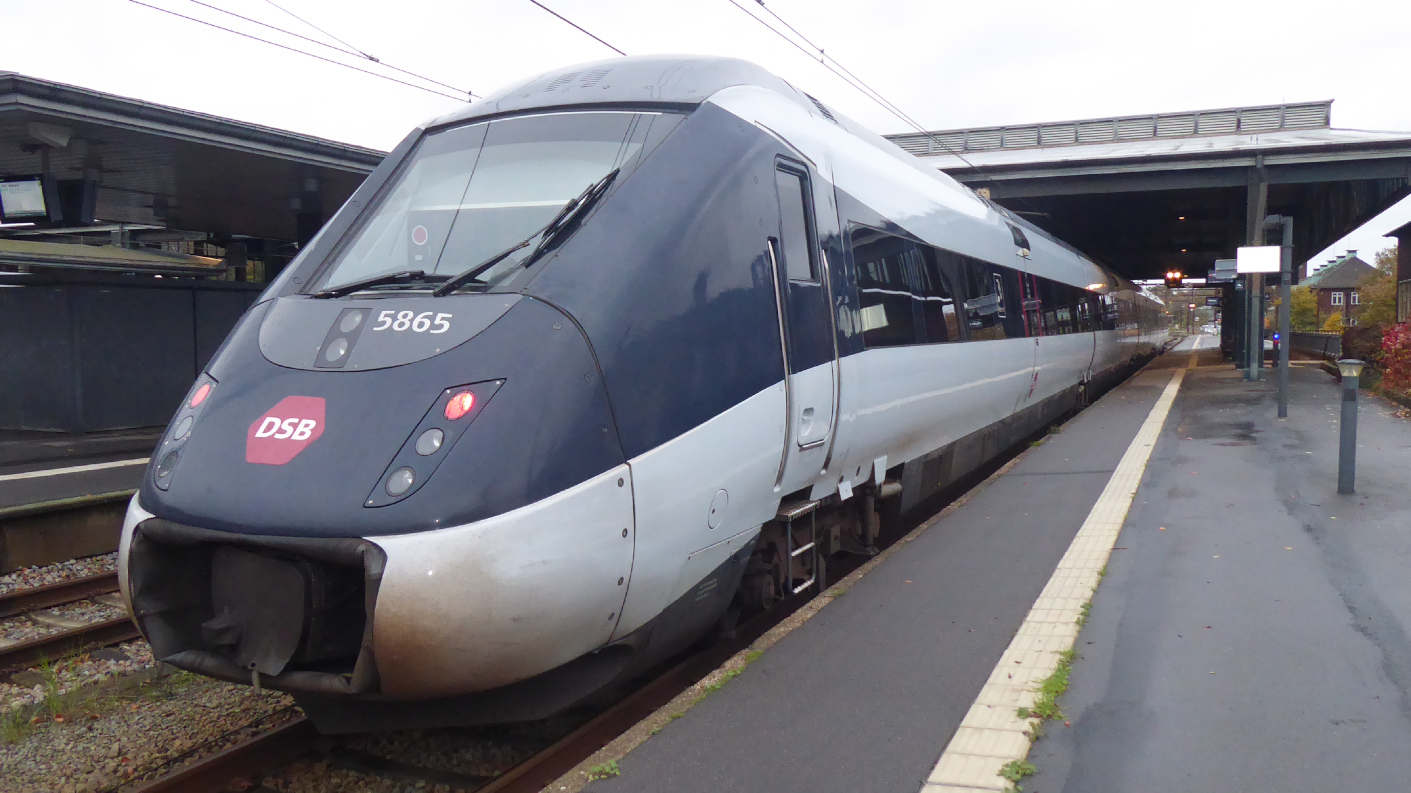
IC4

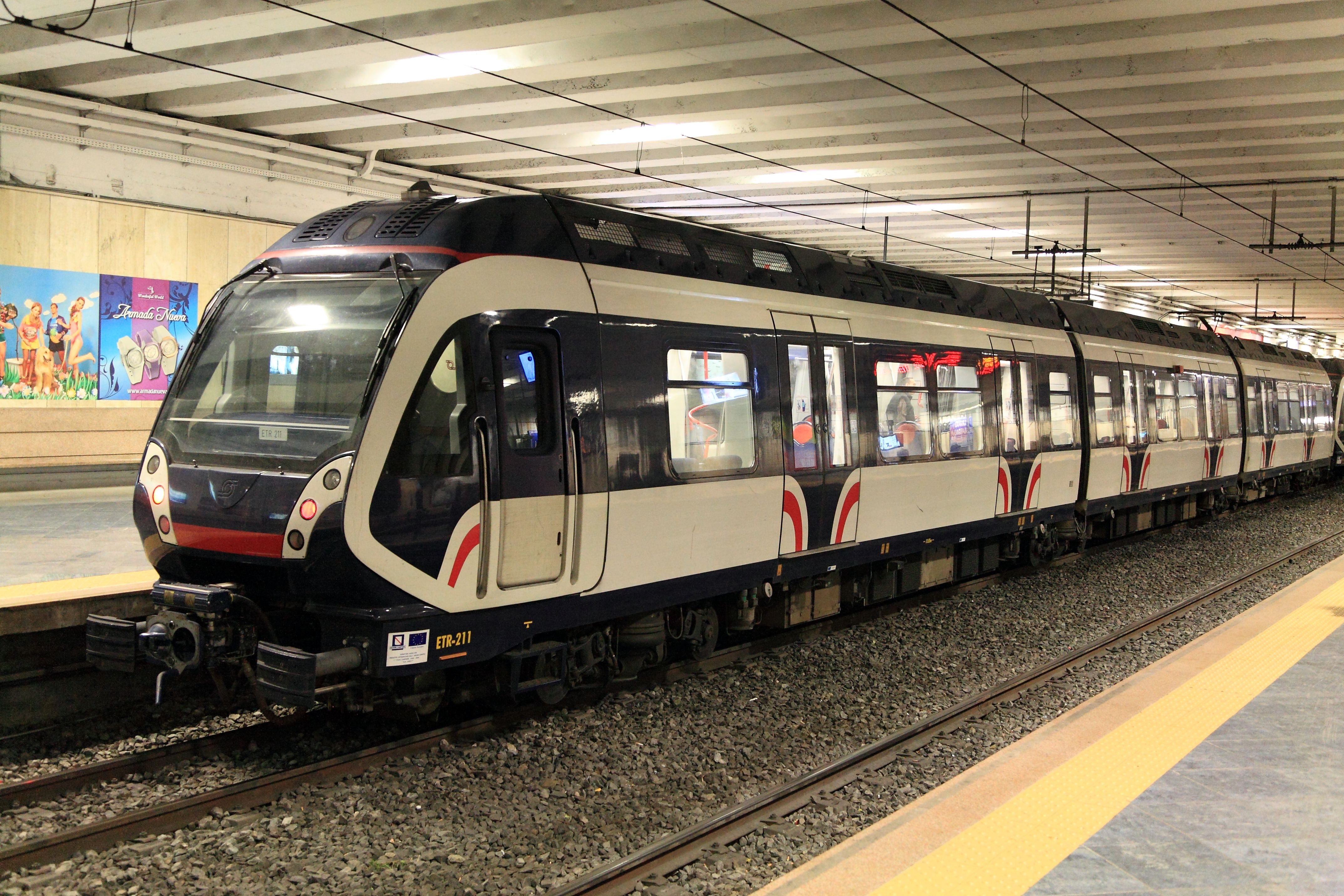
Elettrotreni per la Circumvesuviana

Grazie a una collaborazione con Bombardier Transportation Italy l'azienda ha contribuito alla produzione di cinquanta treni ad alta velocità basati sulla piattaforma "Bombardier Zefiro" destinati a Trenitalia, che li ha immessi in servizio con il marchio commerciale Frecciarossa 1000. La consegna è stata avviata nel 2015.
Una precedente commessa basata sulla propria piattaforma V250 per la fornitura di diciannove treni ad alta velocità destinati alle ferrovie dei Paesi Bassi e del Belgio, la cui consegna iniziò nel 2012 con diversi anni di ritardo rispetto al previsto, si concluse con la restituzione da parte dei committenti. In seguito al passaggio a Hitachi Rail Italy tali treni rimasero di proprietà di Finmeccanica (poi Leonardo-Finmeccanica).
Un'altra significativa commessa per i mercati esteri fu rappresentata dalla costruzione dei treni articolati a trazione Diesel IC4 e IC2 per le Ferrovie statali danesi. Caratterizzati dal design Pininfarina; anche per tali convogli si riscontrarono significativi problemi in fase di fornitura.

### Treni Alta Velocità: ETR700
Nel giugno del 2019 inizia il servizio commerciale del nuovo Frecciargento, consegnato a Trenitalia da AnsaldoBreda. Il veicolo in questione è l'ETR700, ottenuto dal riutilizzo degli AnsaldoBreda V250, la cui flotta rimase in giacenza ad AnsaldoBreda, presso lo stabilimento di Pistoia, in attesa di un nuovo acquirente, a seguito alla cessione del 2015.

### Treni Regionali
Derivati dal progetto di Treno Alta Frequentazione (TAF) ereditato dalle gestioni precedenti, AnsaldoBreda curò nel 2007 la fornitura dei treni a due piani Z2M per le ferrovie del Marocco (ONCF). Un'evoluzione di tale progetto portò alla progettazione dei cosiddetti "TSR" costruiti in più di cento esemplari a partire dal 2006 per i servizi regionali e vicinali della Lombardia. Come avvenuto per altre forniture ferroviarie anche i TSR hanno presentato sin dall'inizio alcune criticità poi parzialmente risolte.
Nel 2008 fu avviata la consegna degli elettrotreni ETR 200 per l'esercizio sulla Ferrovia Circumvesuviana.
Sempre per i servizi regionali, nonché per quelli a più lunga percorrenza, venne acquisito e rielaborato il progetto delle carrozze Vivalto, dando origine alla versione CDPTR-Carrozza Doppio Piano Trasporto Regionale, fornita ad alcune imprese ferroviarie italiane con forniture iniziate nel 2012.

### Attività di Revamping
AnsaldoBreda cura tuttora interventi di ristrutturazione generale ("Revamping") sul materiale rotabile, ammodernamento e manutenzione ordinaria.

## Impianti di produzione
Le sedi operative di AnsaldoBreda in Italia sono costituite dagli stabilimenti di Pistoia (ex Breda Costruzioni Ferroviarie), Napoli (ex Ansaldo Trasporti) e Reggio Calabria (ex impianto OMECA).

## Galleria d'immagini

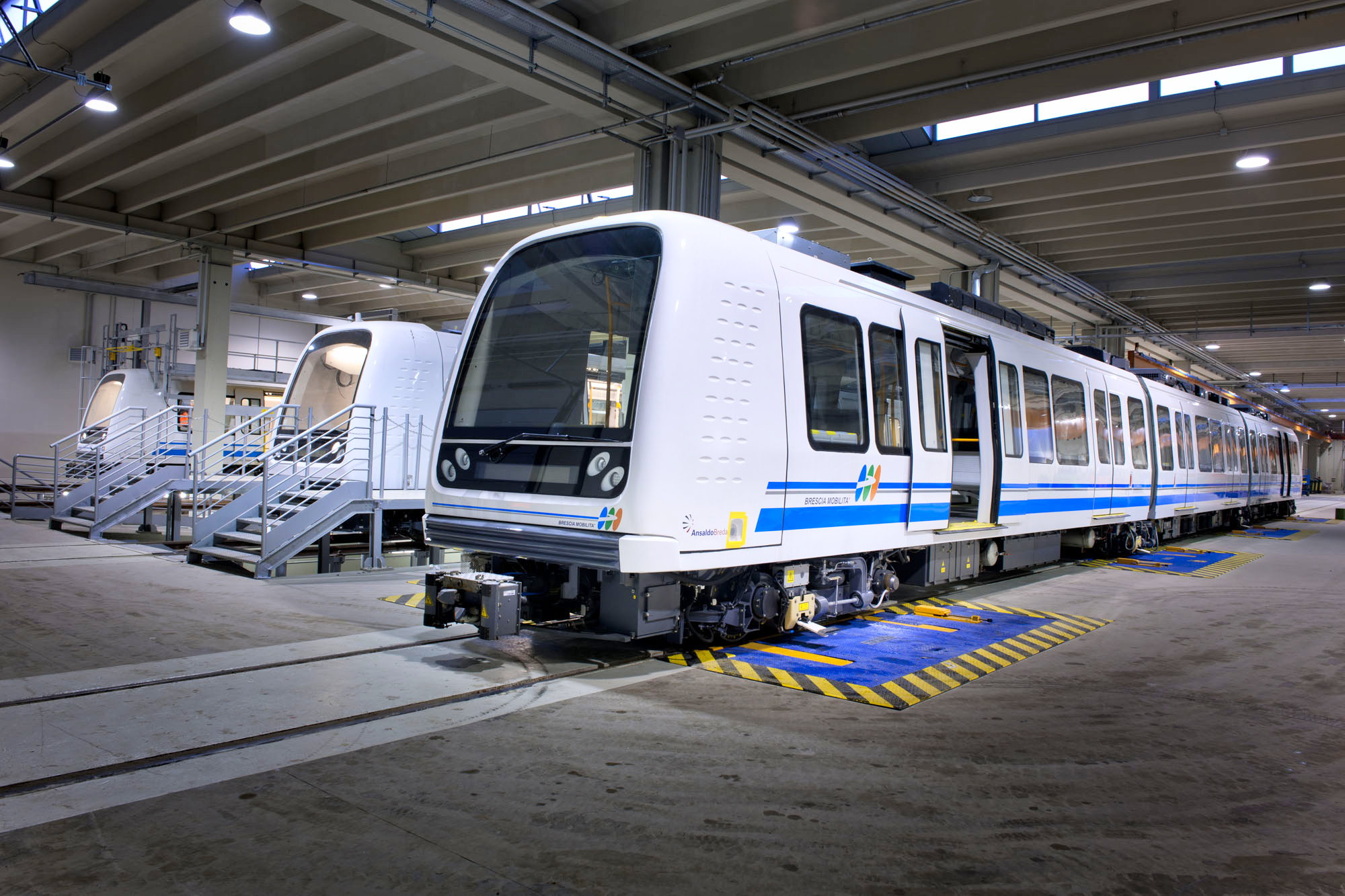
Convogli Metropolitana di Brescia
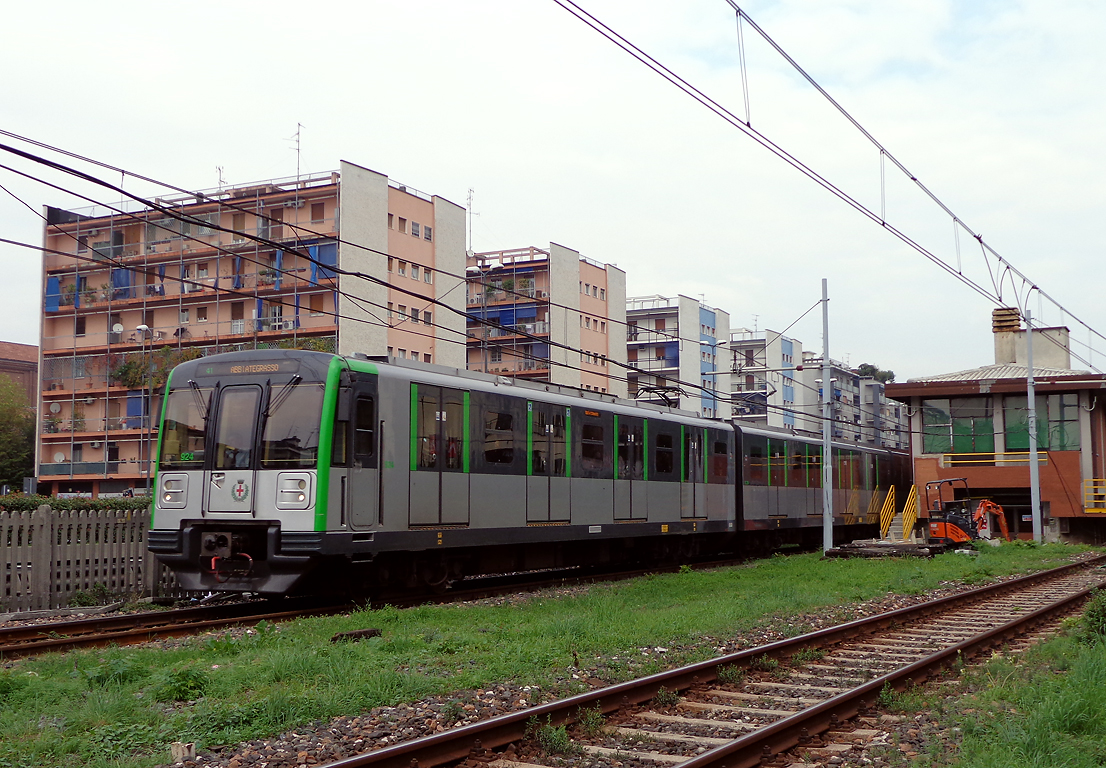
Treni "Meneghino" per l'ATM Milano
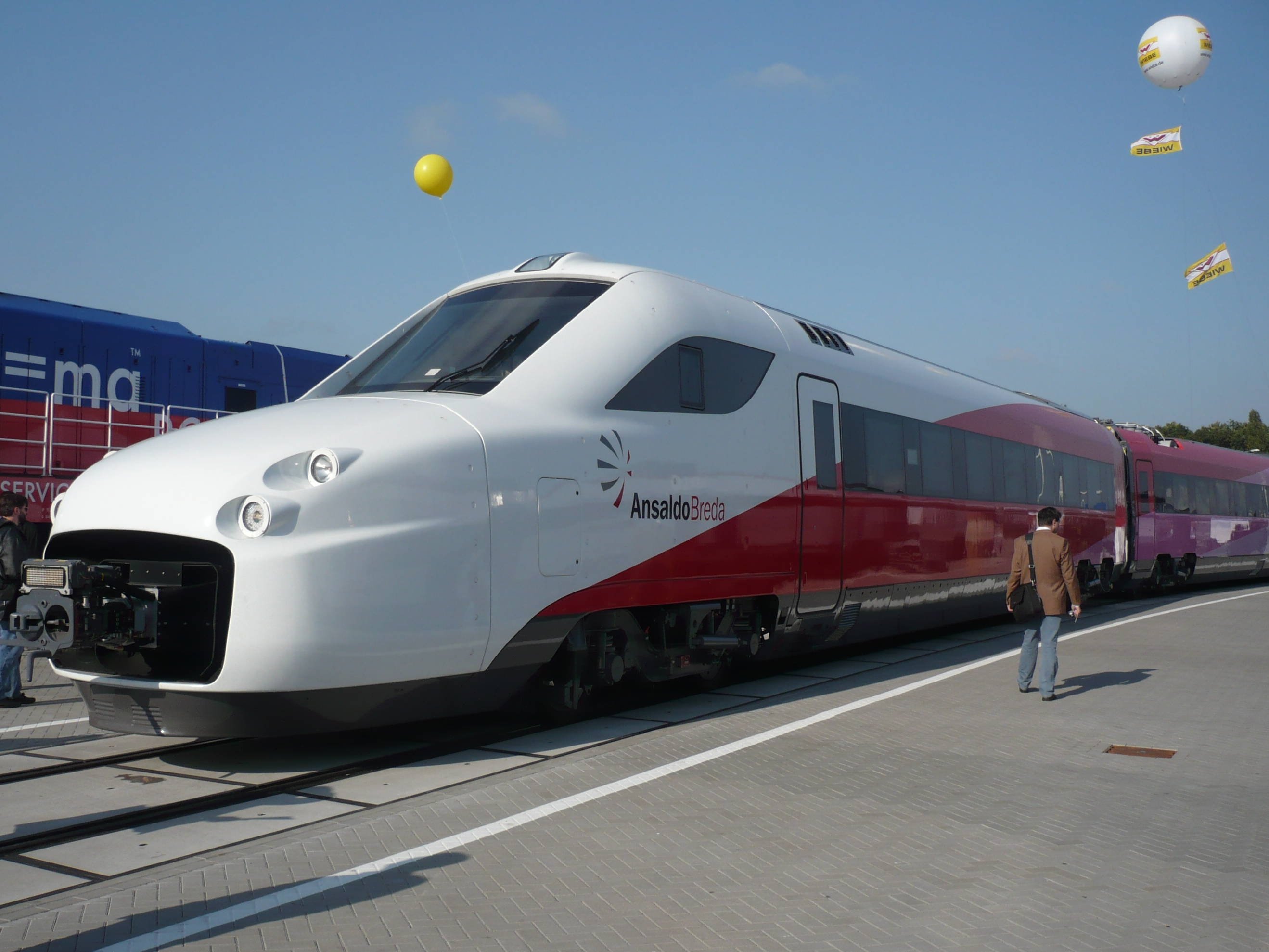
AnsaldoBreda V250